# M'シンドローム
『M'シンドローム』（エムダッシュシンドローム）は、本田美奈子1枚目のオリジナル・アルバム。1985年11月21日に東芝EMIから発売された。

## 解説
- 「M'」とは「もうひとりの美奈子」の意味。ファーストアルバムでありながら既発シングルは収録されず、「Temptation (誘惑)」のアルバムバージョンが収録された。同年12月7日には日本武道館でファーストコンサート「M'シンドローム」を開催。
- ギターで参加している松原正樹、今剛は23年後にETERNAL HARMONYにも参加している。

## 収録曲
1. M' [4:08]
作詞：秋元康、作曲：筒美京平、編曲：船山基紀
2. Temptation（誘惑） [New Mix Version] [4:00]
作詞：松本隆、作曲：筒美京平、編曲：大谷和夫
3. 讃美歌は歌えない [3:50]
作詞：秋元康、作曲：高橋研、編曲：椎名和夫
4. マンハッタンの螢 [3:29]
作詞：秋元康、作曲：筒美京平、編曲：船山基紀
5. HARD TO SAY "I LOVE YOU" [4:39]
作詞：秋元康、作曲：筒美京平、編曲：船山基紀
6. DOUBT [4:20]
作詞：秋元康、作曲：筒美京平、編曲：船山基紀
7. CHARLIE [4:37]
作詞：秋元康、作曲：高橋研、編曲：椎名和夫
8. NOVEMBER SNOW [3:30]
作詞：秋元康、作曲：中崎英也、編曲：鷺巣詩郎
9. APERITIF [4:56]
作詞：秋元康、作曲：中崎英也、編曲：鷺巣詩郎

## 参加者クレジット
- ドラムス：島村英二、青山純、宮崎全弘、長谷部徹
- ベース：高水健司、伊藤広規、富倉安生、松原秀樹
- エレクトリックギター：松原正樹、今剛、椎名和夫、鳥山雄司、芳野藤丸
- アコースティックギター：吉川忠英
- キーボード：中村哲、難波弘之、大谷和夫、山田秀俊
- パーカッション：浜口茂外也
- サックス：ジェイク・コンセプション（Jake H.Concepcion）、土岐英史
- ストリングス：前田グループ
- コーラス：木戸やすひろ、比山貴咏史、山川恵津子、椎名和夫、新倉芳美、渡辺直樹、EVE 、本田美奈子
- シンセサイザープログラマー：根岸貴幸、船山基紀、助川宏、迫田到